# L'ora dei forni
L'ora dei forni è un documentario di Octavio Getino e Fernando Solanas, uscito nel 1968, dedicato all'esperienza sociale e rivoluzionaria latino-americana in atto alla fine degli Anni Sessanta.

## Trama
Il lungo documentario è suddiviso in tre parti: Neocolonialismo e violenza, Atto a favore della liberazione, Violenza e liberazione. La pellicola, girata clandestinamente, ha per argomento la difesa della rivoluzione nei paesi del cosiddetto Terzo mondo, con il radicalizzarsi delle lotte studentesche negli Stati Uniti e nell'Europa occidentale, accanto ai cittadini cechi che protestavano contro la burocrazia statale dell'Unione Sovietica, passata alla storia come la Primavera di Praga, compresa la lotta rivoluzionaria che stava attraversando l'Argentina.
Il documentario, realizzato con l'avvento di spinte fortemente ideologizzate, ebbe modo di influenzare con ogni probabilità, a distanza di decenni, il cinema del "Terzo cinema" o cinema d'impegno civile, da Alejandro Jodorowsky in Cile a Assia Djebar in Algeria, da Forough Farrokhzad in Iran, a Ousmane Sembène in Senegal, a Yilmaz Güney in Turchia, per citare alcuni esponenti.

## Il significato dell'opera
Nel marzo del 1989, gli autori ripresentarono la prima parte dell'opera (Neocolonialismo e violenza) con alcune modifiche rispetto alla versione del 1968 e con una prefazione all'inizio della nuova edizione: "L'Ora dei forni fu realizzato tra il 1966 e il 1968 come un atto di resistenza contro la dittatura di Generale Onganía – sottolinearono all'epoca i due autori del documentario – e per la sua diffusione nelle organizzazioni sociali e politiche. Le sue idee, le sue informazioni e le sue proposte corrispondono – proseguono i registi – a un periodo segnato dall'autoritarismo, dalla violenza istituzionalizzata e dal divieto dei partiti politici. Sono trascorsi più di 20 anni da allora. Le circostanze che hanno motivato il film sono cambiate, ma molti problemi che abbiamo denunciato in esso continuano o sono peggiorati. L'ora delle forni prosegue tuttora, non solo come testimonianza e documento di un'epoca, ma come riaffermazione della stessa volontà di liberazione, di democrazia e di giustizia sociale".

## Distribuzione
La prima italiana ebbe luogo nel 1968, alla quarta edizione della Mostra internazionale del Nuovo Cinema di Pesaro, all'interno di una rassegna dedicata al "Cinema latinoamericano: cultura come azione", tra il 1º e il 9 giugno, ricevendo il "Gran Premio della TV" e il premio FIPRESCI. Questa non fu l'unica presentazione: proiezioni del documentario furono eseguite nel febbraio del 1969 ai militanti del Movimento studentesco italiano di Perugia, Torino, Trento, Milano.

## Curiosità
Tra le immagini di archivio appaiono i personaggi storici Fidel Castro, Ernesto 'Che' Guevara, Mao Zedong, Eva Perón, Juan Domingo Perón.
Furono inoltre utilizzate immagini filmate tratte da "Faena" (1960) di Humberto Ríos, "Tire dié" (1960) di Fernando Birri, "Mayora Absoluta" (1964) di Leon Hirszman, "Le ciel, la Terre" (1966) di Joris Ivens.